# 青山万里子
青山 万里子（あおやま まりこ、1901年12月22日 - 1973年10月29日）は、日本の女優である。
出生名は内田 ヨネ（うちだ よね）、青山杉作との結婚後の本名は青山 ヨネ（あおやま よね）、ほかに内田 鞠子（うちだ まりこ）、江波 マリ子（えなみ まりこ）とも名乗った。

## 人物・来歴
1901年（明治34年）12月22日、東京府東京市（現在の東京都）に「内田ヨネ」として生まれる。伯父に随筆家の内田誠がいる。
旧制・東京府立第一髙等女学校（現在の東京都立白鷗高等学校）に入学するも、中途退学し、満11歳になる1912年（大正元年）に「とりで社」に参加して新劇女優になる。満13歳になる1914年（大正3年）、新劇俳優の青山杉作と結婚し、「青山万里子」となる。
満20歳となる1921年（大正10年）、日活向島撮影所に入社し、映画女優に転向した。同撮影所は女性の役柄を女形に演じさせていたが、第三部を創設し、女優の出演する映画をつくりはじめ、これに出演した。1923年（大正12年）には女優がふつうに出演するようになり、第三部は消滅している。同年9月1日、関東大震災が起きて同撮影所は壊滅し、青山は京都のマキノ・プロダクションに移籍した。1924年（大正13年）、東亜キネマ甲陽撮影所に移籍した。
1927年（昭和2年）、松竹蒲田撮影所に入社、1936年（昭和11年）には同撮影所が松竹大船撮影所に移転、閉鎖するにともない、青山も異動した。
1973年（昭和48年）10月29日、死去した。満71歳没。

## おもなフィルモグラフィ
すべて「青山万里子」名義、すべて出演である。

### 日活向島撮影所
1922年
- 『不如帰』 : 監督・脚本不明、原作徳富蘆花、日活向島撮影所第三部
- 『恋より死へ』 : 監督田中栄三

1923年
- 『旅の女芸人』 : 監督鈴木謙作 - 同出雲国丸
- 『三人妻』 : 監督田中栄三
- 『813』 : 監督溝口健二 - 黒須の後妻・綾子
- 『欺かれた女』 : 監督若山治 - 其の妹ゆき子
- 『男性の意気』 : 監督若山治
- 『夜』 : 監督溝口健二 - 保母

### マキノプロダクション等持院撮影所
1924年
- 『超現代人』 : 監督金森万象 - 女中お菊
- 『忠治愛刀』 : 監督沼田紅緑 - 芸妓〆奴
- 『争闘』 : 監督金森万象 - その妻桃蘭

### 東亜キネマ甲陽撮影所
1924年
- 『風刺小品集 第二篇 「女」』 : 監督井上金太郎

1925年
- 『馬賊の唄』 : 監督本山祐児
- 『時に叛く者』 : 監督賀古残夢
- 『断崖に立つ乙女』 : 監督桜庭青蘭
- 『罪に立つ女』 : 監督仁科熊彦
- 『磯の仇浪』 : 監督細山喜代松
- 『運命の小鳥』 : 監督桜庭青蘭
- 『白菊の花』 : 監督竹内俊一

1926年
- 『春の歌』 : 監督賀古残夢 - 重蔵の妻おたよ
- 『叛逆者』 : 監督根津新

### 松竹蒲田撮影所
1927年
- 『美剣士』 : 監督丘虹二 - 磯路

1928年
- 『美人かし間』 : 監督野村芳亭 - 下宿屋の下女
- 『男に御用心』 : 監督佐々木恒次郎
- 『山彦』 : 監督清水宏 - 遠藤夫人

1929年
- 『万歳』 : 監督斎藤寅次郎
- 『宝の山』 : 監督小津安二郎 - 麦八
- 『黄昏の誘惑』 : 監督池田義信
- 『浮草娘旅風俗』 : 監督清水宏 - 幸作の女房
- 『ダンスガールの悲哀』 : 監督佐々木恒次郎
- 『全部精神異状あり』 : 監督斎藤寅次郎 - 下女おしげ
- 『恋の遠眼鏡』 : 監督佐々木恒次郎

1930年
- 『進軍』 : 監督牛原虚彦 - お島ちゃん
- 『押切新婚記』 : 監督成瀬巳喜男 - 女工・ヒデ子
- 『若者よなぜ泣くか』 : 監督牛原虚彦 - 淑女

1931年
- 『公認駆落商売』 : 監督佐々木恒次郎
- 『街の浮浪者』 : 監督池田義信

1932年
- 『可愛い後家さん』 : 監督斎藤寅次郎

1934年
- 『浮草物語』 : 監督小津安二郎 - 床屋のかみさん

1935年
- 『春琴抄 お琴と佐助』 : 監督島津保次郎

### 松竹大船撮影所
1936年
- 『男性対女性』 : 監督島津保次郎

1940年
- 『信子』 : 監督清水宏 - 炊事の婆さん

1941年
- 『十日間の人生』 : 監督渋谷実 - 雑炊婦

1942年
- 『すみだ川』 : 監督井上金太郎 - 切符売場の婆さん
- 『続南の風』 : 監督吉村公三郎

1943年
- 『家に三男二女あり』 : 監督瑞穂春海 - 仲人の妻

1954年
- 『女の園』 : 監督木下惠介 - 教授

### 東宝
1958年
- 『家内安全』 : 監督丸林久信 - 佐伯ハマ

## 註
1. 1 2 3 4 5 6 7 8 9  青山万里子、『講談社 日本人名大辞典』、講談社、コトバンク、2010年1月6日閲覧。